# Me (mythologie)
De me (uitspraak: mee) was in de Mesopotamische mythologie de aanduiding voor de verzamelde wetmatigheden die zowel de kosmische orde als de maatschappelijke orde van de mensen bepaalde. Het waren de ongeschreven wetten die als kenmerken van de goddelijke drijfkrachten werden aangezien.
De me waren abstracte begrippen die in concrete voorwerpen aanwezig konden zijn, bijvoorbeeld muziek in het muziekinstrument, heerschappij in de koninklijke troon. De me waren uitgegaan van de oeroude god Anu of van Enlil en waren aan Enki in bewaring gegeven (in zijn tempel in Eridu). Ze konden dus overgaan van de ene god op de andere en zelfs worden gestolen, zoals volgens de mythe met het Tablet van het Lot zou gebeurd zijn. Bezit van de me gaf grote macht. Tiamat (de zoutwatergodin),  de gemalin van Apsu (de zoetwatergod), gaf ze aan igigu (draak) Kingu. Mardoek nam ze Kingu af, toen hij hem overwon. Inanna klaagde in een mythe ooit dat haar tekort was gedaan inzake macht, en zij wist toen de me van Enki af te nemen en ze naar haar eigen tempel in Uruk over te brengen. De tuinman Shukaletuda ontstal haar de me, toen ze lag te slapen onder de dadelpalm van Enki.
De uitgebreidste lijst die is overgeleverd, maar hier en daar moeilijk is te vertalen, bevat een honderdtal wetten. Daarin worden bijvoorbeeld ambten en taken vastgelegd zoals van priesters of koningen, leiders, veehoeders, schrijvers, of menselijke waarden en eigenschappen, waaronder wijsheid, recht, muziek, kunst, maar ook prostitutie, vreugde en verdriet.
In het hindoeïsme zijn er ter vergelijking de Rta (Dharma, universele wet), verbonden aan Varuna, (de zeegod), die zijn macht aan Indra verloor.